# Bataille de Funchal
Première Guerre mondiale
Batailles
- Blocus allié de l'Allemagne
- Odensholm (08-1914)
- 1re Heligoland (08-1914)
- Action du 22 septembre 1914
- Falklands (12-1914)
- Dogger Bank (01-1915)
- Gotland (07-1915)
- Golfe de Riga (08-1915)
- Yarmouth et Lowestoft (04-1916)
- Jutland (05-1916)
- Funchal (12-1916)
- Combat entre le Leopard et le HMS Achilles
- Pas-de-Calais (04-1917)
- Combat entre le HMAS Sydney et le LZ92
- Détroit de Muhu (10-1917)
- 2e Heligoland (11-1917)
- Croisière de glace (02/03-1918)
- Zeebruges (04-1918)
- 1er Ostende (04-1918)
- 2e Ostende (05-1918)
- Sabordage allemand à Scapa Flow (06-1919)

Bataille de la mer Noire
- 12 octobre 1914
- Odessa (10-1914)
- Novorossiisk
- Feodosia
- Cap Sarytch
- île Kirpen (1re)
- île Kirpen (2e)

Front d'Europe de l'Ouest
Front italien
Front d'Europe de l'Est
Front des Balkans
Front africain
Front du Moyen-Orient
La bataille de Funchal est une bataille de la Première Guerre mondiale qui s'est déroulée durant le mois de décembre 1916.
La flotte allemande attaque des navires de guerre français, anglais et portugais au large, et dans le port portugais de Funchal, capitale de Madère.
Les canons portugais de la citadelle ripostent, mais les dégâts seront assez importants, plusieurs civils trouvent la mort.
La flotte française perd la canonnière Surprise et le transport de sous-marins Kanguroo, torpillés par le sous-marin allemand U-38, commandé par Max Valentiner.
La flotte britannique perd quant à elle le câblier Dacia.

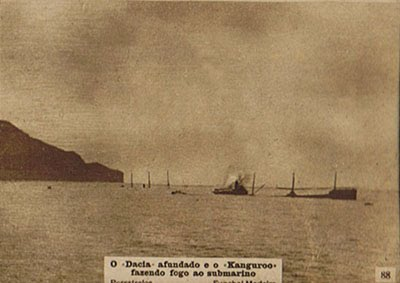
L'épave du Dacia et du Kanguroo

Les attaques contre la ville se poursuivent le 12 décembre où un sous-marin allemand bombarde la ville pour endommager la station télégraphique.
Médaille portugaise pour la bataille de Funchal : Funchal Defesa Maritima, à la suite d'un décret de mars 1921.